# Толмачевка (Башкортостан)
Толмачевка (баш. Толмачевка) — деревня в Тряпинском сельсовете Аургазинского района Республики Башкортостан России.

## Географическое положение
Расстояние до:
- районного центра (Толбазы): 20 км,
- центра сельсовета (Тряпино): 5 км,
- ближайшей железнодорожной станции (Белое Озеро): 12 км.

## Население
| 2002 | 2009 | 2010 |
| ---- | ---- | ---- |
| 50   | ↘40  | ↗45  |